# Olivier Jean-Marie
Oliver Jean Marie (Brunoy, 19 novembre 1960 – Rueil-Malmaison, 13 maggio 2021) è stato un animatore e regista francese.

## Biografia
Olivier Christophe Hervé Jean Marie è noto soprattutto per il suo lavoro in Maledetti Scarafaggi (Oggy and the Cockroaches), Space goofs - Vicini, troppo vicini! e Zig & Sharko. 
Nel 2008 vinse il premio del fondo tedesco per l'infanzia al Berlin International Film Festival per il film Lucky Luke e la più grande fuga dei Dalton.
Nel 2013 vinse il premio come miglior film al Seville European Film Festival per il film Oggy e i maledetti scarafaggi - Il film.
Jean Marie è morto il 13 maggio 2021 a 60 anni, era malato di cancro da tempo.

## Filmografia

### Regia
- Les Minikeums (1993)
- Space goofs - Vicini, troppo vicini! (1997-2006) 56 episodi
- Maledetti Scarafaggi (1998-2018) 507 episodi
- Les nouvelles aventures de Lucky Luke (2001-2002) 16 episodi
- Lucky Luke e la più grande fuga dei Dalton (2007)
- I Dalton (2010)
- Zig & Sharko (2010) 16 episodi
- Hubert & Takako (2013) 3 episodi
- Oggy e i maledetti scarafaggi - Il film (2013)
- Sunnyside Billy (2020)